# Haapajärvi (sjö i Finland, Norra Karelen, lat 63,63, long 28,83)
Haapajärvi är en sjö i Finland. Den ligger i kommunen Valtimo i landskapet Norra Karelen, i den centrala delen av landet, 400 km nordost om huvudstaden Helsingfors. Haapajärvi ligger 103,8 meter över havet. Den är 24,5 meter djup. Arean är 6,01 kvadratkilometer och strandlinjen är 32,97 kilometer lång. Sjön  ingår i Vuoksens huvudavrinningsområde.   I omgivningarna runt Haapajärvi växer i huvudsak blandskog.
I övrigt finns följande i Haapajärvi:
- Kirkkolansaari (en ö)
- Pienisaari (en ö)
- Aarresaari (en ö)
- Kotisaari (en ö)
- Tenhusensaari (en ö)
- Ruotinsaari (en ö)
- Kalliosaari (en ö)

Följande samhällen ligger vid Haapajärvi:
- Valtimo (2 729 invånare)

I övrigt finns följande vid Haapajärvi:
- Kalliojärvi (en sjö)
- Valtimojärvi (en sjö)